# Cristo Velado
El Cristo velado (en italiano: Cristo velato) es una escultura en mármol realizada por Giuseppe Sanmartino que se conserva en la capilla Sansevero de Nápoles, en Italia.
La escultura cuyas dimensiones son 50×80×180 cm, fue realizada en 1753, es considerada una de las obras maestras de la escultura mundial y ha tenido entre sus admiradores a Antonio Canova que, después de haber intentado comprarlo en vano, se declaró dispuesto a dar diez años de su vida con tal de ser capaz de realizar tamaña obra maestra.

## Historia y descripción
El contrato para ejecutar el Cristo velado se le confió primeramente al escultor Antonio Corradini. No obstante, este último murió poco tiempo después y solo tuvo tiempo para realizar un bozzetto en terracota conservado actualmente en el Museo Nacional de San Martino.
La tarea pasó entonces a Giuseppe Sanmartino, quien recibió el encargo de realizar «una estatua en mármol esculpido, de tamaño natural, que represente a nuestro Señor Jesucristo muerto, cubierto de un sudario transparente tallado en el mismo bloque que la estatua».
Sanmartino trabaja entonces sobre un Cristo muerto, acostado y recubierto de un finísimo velo que se adhiere a la forma de su cuerpo. La maestría del escultor napolitano reside en ser capaz de transmitir los sufrimientos que Cristo había vivido durante los momentos previos a la crucifixión a través de la composición del velo, bajo el que se pueden ver marcas sobre la cara y el cuerpo, fruto del martirio padecido.
Al pie de la escultura, finalmente, el artista esculpe las herramientas del martirio, las llamadas Arma Christi: la corona de espinas, las pinzas y los clavos.

## Leyenda del velo

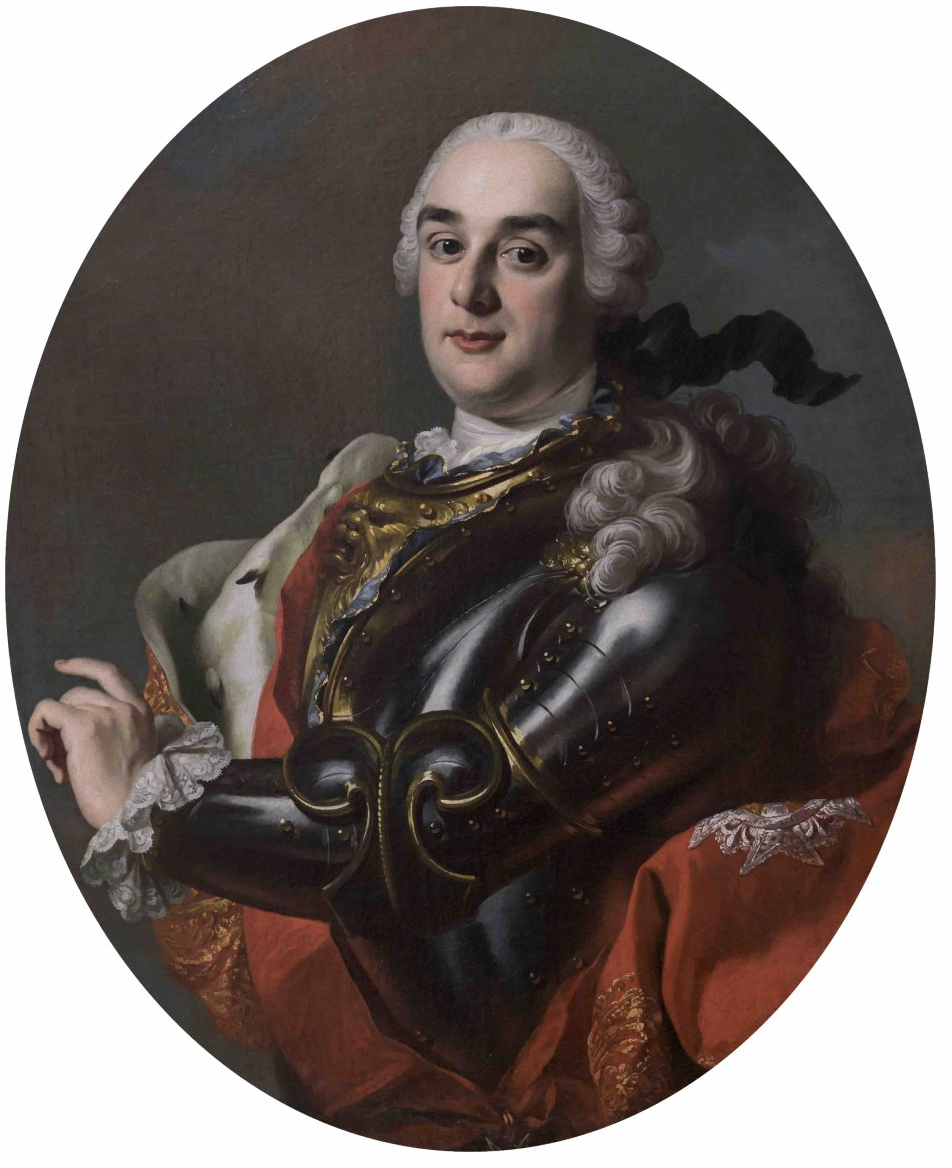
Raimondo di Sangro

El acabado magistral del velo ha dado origen a la leyenda de que la persona que encargó originalmente la escultura, el célebre científico, alquimista y príncipe Raimondo di Sangro, había enseñado a Giuseppe Sanmartino el método de calcificación que permite transformar la tela en mármol cristalino. Durante cerca de tres siglos, de hecho, numerosos visitantes de la capilla, impresionados por el magnífico velo esculpido, pensaban que este era el resultado de una petrificación alquímica efectuada por di Sangro, que la obra sería una estatua acostada bajo un verdadero velo que se habría transformado en mármol con el tiempo por un proceso alquímico.
De hecho, un análisis minucioso no deja ninguna duda de que el trabajo se realizó totalmente en mármol, algo que resulta confirmado también por ciertas cartas de la época. La recepción del pago a Sanmartino el 16 de diciembre de 1752, firmada por el príncipe y conservada en el Archivo Histórico del Banco de Nápoles, estipula:
«y pagaréis en mi nombre los cincuenta ducados citados anteriormente al Magnífico Giuseppe Sanmartino por la estatua de Nuestro Señor muerto, cubierto de un velo igualmente en mármol».
El mismo di Sangro, en ciertas cartas, describe el velo como fabricado a partir del mismo bloque que la estatua.